# のらくろクン
『のらくろクン』は、1987年10月4日から1988年10月2日までフジテレビ系列（テレビ大分・テレビ宮崎・鹿児島テレビ各局を除く）で放送されたスタジオぴえろ制作のテレビアニメ。田河水泡原作の『のらくろ』を現代版にリメイクしたものである。毎週日曜日の18:00 - 18:30枠で放送された。全50話。

## あらすじ
人と犬が社会を共存する、架空の日本。のら山一家のくろ吉（のらくろ大尉）とのらくろ（孫）は、ひょんなことから木下家に同居することになった。バブル時代を舞台に少年とのらくろクンの生活を描く。

## 登場人物

### レギュラー

#### のらくろ一家
のらくろクン
声 - 坂本千夏
本作の主人公。元祖のらくろこと、のら山くろ吉の孫。ガンコで元気な祖父に振り回されながら、それでも明るくたくましく生きている。ブレイクダンスが得意。
のら山 くろ吉
声 - 八奈見乗児
のらくろクンの祖父で、バリバリの戦中派。元は大日本帝国陸軍大尉にして中隊長。歳はとっているが、軍人としての誇りを失っておらず、まだまだ世の中の役に立てる自信も元気もあると自負している。隣人であるリカに一目ぼれ。

#### 木下家
木下 圭太
声 - 三田ゆう子
木下家の一人息子。10歳。おかしな下宿人に最初は戸惑うが、すぐにのらくろと友だちになり、後には騒ぎの中心にいたりするようになる。とても臆病な性格であるが、時にはのらくろクンと共にいじめっ子の嵐暴に立ち向かうなど勇気を見せることがある。
木下 圭子
声 - 土井美加
木下家の主婦で、圭太のママ。30歳。家のローンとくろ吉たちの暴走には頭をいためながら、けなげにも木下家を守る縁の下の力持ち。
木下 圭介
声 - 玄田哲章
木下家の主で、圭太のパパ。眼鏡をかけた39歳の平凡な役所勤めのサラリーマン。一家のよき父、よき夫であるが、のらくろたちが下宿してからは、ややペースが乱れ気味。

#### 沢口家
沢口 リカ
声 - 松井菜桜子
木下家の隣家に住んでいる元気印の女の子。日夜エアロビなどスポーツに励み、ナイスバディの発育と保持に余念がない。髪は紫色である。
沢口 お梅
声 - 千葉繁
リカの祖母で、今どきの若者をしのぐスーパーおばあちゃん。その迫力は、くろ吉でさえタジタジになることも。光GENJIの大ファン。
なお、リカの両親に関しては劇中では語られなかった。

#### 元・猛犬連隊
ブル
声 - 滝口順平
くろ吉の元上官で当時は連隊長（大佐）。品のある老紳士だが、軍隊時代の鉄の気骨はまったく衰えていない。時々くろ吉、犬川を従えて、暴走することもある。
犬川
声 - 亀山助清
くろ吉の元部下で当時は二等兵。飛行機のパイロットとして抜群の腕を持つ。普段は気のいいおじいちゃんだが、酒グセはけっこう悪かったりする。

### 準レギュラー
ジミーブタ川
声 - 緒方賢一
くろ吉やのらくろの宿敵で関西弁で喋る。元は豚軍の大将で、登場当初はヤクザの親分であったが、第21話でマジメに再出発を試みるも、自分には似合わないと感じて以降は怪盗となる。いつもセコイ悪事をやっては失敗しているが、それでも貯金はしてたらしく、第49話でキノコ山を切り開いてヘルスセンターをオープンした。
嵐暴
声 - 安西正弘
圭太のクラスメイトで、大柄な少年。いつも笑顔だが粗暴で陰険ないじめっ子。しかし、松本先生には敵わない。
新小岩博士
声 - 北村弘一
街のマッドサイエンティスト。第24話から登場した。いつも変な研究に没頭している。
松本 ちぐさ
声 - 中野聖子
圭太と嵐暴のクラスの担任。第26話から登場した。見た目の美貌とは裏腹に、プロレスラー一家に育ったせいか、ゴング音やリング入場曲のような音楽、「赤コーナー、ティーチャー松本!」のようなコールを聞き、興奮すると恐るべき力を発揮する。
末期はのらくろクンとブタ川の話がメインになったため、旧友・金次郎（声 - 関俊彦）との交流を描いた第44話が最後の登場。

### ゲストキャラクター
ルー兄弟
声 - 関俊彦（ライ太）、難波圭一（マッチ）
第28話でのらくろクン・圭太の行き付けのラーメン屋「来々軒」（主人の声 - 稲葉実、孫・ユカの声 - 渡辺菜生子）の前に、ゴージャスラーメン屋「ルールー亭」をオープンした双子の兄弟。赤毛がライ太で緑毛がマッチ。
味自体は大したことはないものの、そのゴージャスさで来々軒の客を根こそぎ奪い、おまけに来々軒をも買収しようと企て、来々軒を守ろうとするのらくろクン・圭太と奥秩父の「ラーメン谷」でラーメン・チャーハン100人分の味勝負。圧倒的な腕で100人前を作り上げるも、犬川の飛行機・ブルの戦車・くろ吉の刀技で作り上げた麺、そしてコンクリートミキサーで作り上げたチャーハンに敗れる。
チャーラーハン
声 - 西川幾雄
第28話で味勝負の見届け人となった料理人。通称「幻の包丁人」。中国の山奥で一人修行に励み、料理の腕は優秀だが彼の料理を食べた人は少ないという。
明々（ミンミン）
声 - 西原久美子
第33話でのらくろが全世界をめぐってジミーを追いかけて中国まで来たとき、出会った中国人女性。のらくろたちを丁重にもてなして食堂で父親の肖像画を見せ、「父は生前、盗みを働いて気配りの一環で偽物とすり替えていたが病気で亡くなる前に『明々よ、あの盗品を本物に戻してくれ…』と遺言を言い残した」と話した後、亡き父に代わってのらくろたちに全ての盗品を現地に戻すように頼んだ。
クエストの遂行後、のらくろに謝礼を上げるどころか落とし穴に落とし、自家用機に乗って南の島へ行こうとするが、地下から脱出したのらくろにヘリで追跡されて空中戦になり撃墜される。不時着後、のらくろに探偵棒でお仕置きされそうになったが、ジミーがのらくろをKOして明々に「あの美しい夕日を見て目を覚ましや!」と言い聞かせる。明々は「ブタ川さん…あなた好みの“明々”に…なるわー!」と豚の顔になって更生して、その顔を見て「わても目が覚めた!!」と逃げたジミーを追いかけ続けた。

## スタッフ
- 原作 - 田河水泡
- 製作 - 布川ゆうじ（スタジオぴえろ）
- 企画 - 原岡健一郎（フジテレビ）（第33話 - 第50話）、嶋村一夫（読売広告社）
- 総監督 - 案納正美
- シリーズ構成 - 浦沢義雄
- キャラクターデザイン - もりやまゆうじ
- 美術監督 - 新井寅雄
- 撮影監督 - 小島秀和
- 編集 - 坂本雅紀、森田清次
- 音響監督 - 藤山房延
- 音楽 - 本間勇輔
- 制作担当 - 山内拓司
- プロデューサー - 清水賢治（フジテレビ）、木村京太郎（読売広告社）、鈴木義瀧（スタジオぴえろ）
- 制作 - フジテレビ、読売広告社、スタジオぴえろ

## 主題歌
オープニングテーマ
『You!You!You!』（第1話 - 第32話）
作詞 - 森雪之丞 / 作曲 - 羽田一郎 / 編曲 - 大村雅朗 / 歌 - BaBe
『JUNK BOY』（第33話 - 第50話）
作詞 - MEGU / 作曲 - 多々納好夫 / 編曲 - 佐藤準 / 歌 - MEGU
エンディングテーマ
『Hold Me!』（第1話 - 第32話）
作詞・作曲 - Fonny De Wolf / 日本語詞 - 森雪之丞 / 編曲 - 大村雅朗 / 歌 - BaBe
『BE MY BOY!』（第33話 - 第50話）
作詞 - 浅岡智子 / 作曲 - 大堀薫 / 編曲 - 大村雅朗 / 歌 - MEGU

## 各話リスト
- サブタイトル読み上げはのらくろクン役の坂本千夏が担当。
- サブタイトルクレジット部はのらくろクンの顔のアップ映像[注 7]。なお第5話まではBGMが異なっていた。
- 第1話のみオープニングとAパートの放送フォーマットが異なっている[注 8]。

| 話 | 放送日         | サブタイトル               | 脚本     | 絵コンテ   | 演出                | 作画監督          |
| -- | -------------- | -------------------------- | -------- | ---------- | ------------------- | ----------------- |
| 1  | 1987年 10月4日 | 来たぞ!恐怖の下宿人!!      | 浦沢義雄 | 八尋旭     | 日高麗              | 大坂竹志          |
| 2  | 10月11日       | 怪盗出現!石川五ェ門の謎    | 浦沢義雄 | 石山タカ明 | 石山タカ明          | 川端宏            |
| 3  | 10月18日       | 恐怖のヤッチャン草野球!    | 菅良幸   | 立場良     | 立場良              | 大坂竹志          |
| 4  | 10月25日       | 大迷宮!地下財宝を探せ!!    | 久島一仁 | 鴫野彰     | 日高麗              | 池上裕之          |
| 5  | 11月1日        | カンヅメ生まれの桃太郎!?   | 浦沢義雄 | 青木佐恵子 | 青木佐恵子          | 大坂竹志          |
| 6  | 11月8日        | 秋に恋する純情ヤッチャン   | 菅良幸   | 石山タカ明 | 石山タカ明          | 川端宏            |
| 7  | 11月15日       | ドラキュラの夢はいつ開く   | 富田祐弘 | 立場良     | 立場良              | 池上裕之          |
| 8  | 11月22日       | 消えた!?フランス人形       | 浦沢義雄 | 鴫野彰     | 日高麗              | 増谷三郎          |
| 9  | 11月29日       | 誕生!?ママさんシンデレラ   | 久島一仁 | 石山タカ明 | 石山タカ明          | 川端宏            |
| 10 | 12月6日        | ま昼のニャンニャン騒動!!   | 富田祐弘 | 立場良     | 立場良              | 大坂竹志          |
| 11 | 12月13日       | とってもいい奴キント雲     | 菅良幸   | 鈴木敏明   | 鈴木敏明            | 内山正幸          |
| 12 | 12月20日       | 夜空に輝くサンタの星!!     | 浦沢義雄 | 阿部紀之   | 阿部紀之            | 池上裕之          |
| 13 | 12月27日       | いきなり!!お坊っちゃま     | 菅良幸   | 影山楙倫   | 影山楙倫            | 吉田恵美子        |
| 14 | 1988年 1月10日 | ブタ川からお年玉を守れ!!   | 浦沢義雄 | 青木佐恵子 | 青木佐恵子          | 大坂竹志          |
| 15 | 1月17日        | ホッカホカ!!嵐を呼ぶ温泉   | 久島一仁 | 河原祐二   | 河原祐二            | 大坂竹志 池上裕之 |
| 16 | 1月24日        | 猛特訓!早起きはつらいよ    | 浦沢義雄 | 立場良     | 立場良              | 増谷三郎          |
| 17 | 1月31日        | 怪奇五つ墓村のタタリじゃ   | 菅良幸   | 石山タカ明 | 石山タカ明          | 大坂竹志          |
| 18 | 2月7日         | ユリちゃんはズボンがお好き | 小西川博 | 鈴木敏明   | 鈴木敏明            | 平岡正幸          |
| 19 | 2月14日        | 涙!!涙のバレンタイン!!     | 菅良幸   | 阿部紀之   | 阿部紀之            | 増谷三郎          |
| 20 | 2月21日        | 圭太くんの日曜日はダメよ   | 橋本裕志 | 影山楙倫   | 影山楙倫            | 吉田恵美子        |
| 21 | 2月28日        | 悪の不死鳥ジミー・ブタ川   | 浦沢義雄 | 青木佐恵子 | 青木佐恵子          | 大坂竹志          |
| 22 | 3月6日         | 戦え!ウルトラ圭太マン      | 久島一仁 | 河原祐二   | 河原祐二            | 増谷三郎          |
| 23 | 3月13日        | リカのオバケ・バスターズ   | 金堂修一 | 石山タカ明 | 石山タカ明          | 戸部敦夫          |
| 24 | 3月20日        | JR宗武線新小岩博士!!       | 浦沢義雄 | 八尋旭     | 阿部紀之            | 大坂竹志          |
| 25 | 3月27日        | ブタ川さんはデブの女王!?   | 浦沢義雄 | 鈴木敏明   | 鈴木敏明            | 平岡正幸          |
| 26 | 4月10日        | 史上最強の熱血先生!!       | 菅良幸   | 広川和之   | 広川和之            | 豊増隆寛          |
| 27 | 4月17日        | エッ!のらくろがいっぱい    | 小西川博 | 青木佐恵子 | 青木佐恵子          | 増谷三郎          |
| 28 | 4月24日        | 熱湯!ラーメン谷の決戦!!    | 橋本裕志 | 石山タカ明 | 石山タカ明 阿部紀之 | 戸部敦夫          |
| 29 | 5月1日         | ナマズのぼりの子供の日!    | 久島一仁 | 鈴木敏明   | 鈴木敏明            | 平岡正幸          |
| 30 | 5月8日         | 恋しのパンダ大レース!!     | 富田祐弘 | 河原祐二   | 河原祐二            | 大坂竹志          |
| 31 | 5月15日        | 激突!お見合いバトル!!      | 浦沢義雄 | 阿部紀之   | 阿部紀之            | 大坂竹志          |
| 32 | 5月22日        | 帰って来た迷惑ロボット!    | 菅良幸   | 河原祐二   | 河原祐二            | 大坂竹志          |
| 33 | 5月29日        | あぶない中華トリック!!     | 浦沢義雄 | 青木佐恵子 | 青木佐恵子          | 増谷三郎          |
| 34 | 6月5日         | 花の大江戸のらくろ親分!!   | 小西川博 | 石山タカ明 | 石山タカ明          | 大坂竹志          |
| 35 | 6月12日        | お見合いスターウォーズ!!   | 菅良幸   | 鈴木敏明   | 鈴木敏明            | 平岡正幸          |
| 36 | 6月19日        | 新小岩のパパと呼ばないで   | 久島一仁 | 香川豊     | 香川豊              | 大坂竹志          |
| 37 | 6月26日        | 母よ、あなたもブタだった   | 浦沢義雄 | 阿部紀之   | 阿部紀之            | 大坂竹志          |
| 38 | 7月3日         | ボクはママにしかられたい   | 浦沢義雄 | 河原祐二   | 河原祐二            | 戸部敦夫          |
| 39 | 7月10日        | ナント!圭太君は信玄!!      | 橋本裕志 | 立場良     | 青木佐恵子          | 増谷三郎          |
| 40 | 7月24日        | 走れ!パパのラーメン屋台    | 菅良幸   | 河原祐二   | 鈴木敏明            | 平岡正幸          |
| 41 | 7月31日        | 完全攻略!のらクエIII!!     | 小西川博 | 石山タカ明 | 石山タカ明          | 大坂竹志          |
| 42 | 8月7日         | 名作!!老人とボクと海       | 久島一仁 | 阿部紀之   | 阿部紀之            | 戸部敦夫          |
| 43 | 8月14日        | 君は心のウシだから         | 浦沢義雄 | 河原祐二   | 河原祐二            | 大坂竹志          |
| 44 | 8月21日        | ちぐさ先生、愛の伝説       | 菅良幸   | 青木佐恵子 | 青木佐恵子          | 大坂竹志          |
| 45 | 8月28日        | マヨネーズは友情の味!!     | 浦沢義雄 | 河原祐二   | 鈴木敏明            | 平岡正幸          |
| 46 | 9月4日         | わかった!メダルの秘密      | 久島一仁 | 阿部紀之   | 阿部紀之            | 増谷三郎          |
| 47 | 9月11日        | 兄弟ってむつかしい!?       | 菅良幸   | 河原祐二   | 河原祐二            | 戸部敦夫          |
| 48 | 9月18日        | リカちゃんの恋人選び!      | 浦沢義雄 | 石山タカ明 | 石山タカ明          | 大坂竹志          |
| 49 | 9月25日        | 自然を返せ!妖怪大キノコ    | 浦沢義雄 | 河原祐二   | 河原祐二            | 大坂竹志          |
| 50 | 10月2日        | さよならなんて言えない     | 浦沢義雄 | 八尋旭     | 青木佐恵子          | 大坂竹志          |

- 1988年1月3日は『賀正!おめでとんねるず』（17:30 - 18:30）のため休止。
- 1988年4月3日は『'88プロ野球開幕直前!珍プレー好プレー大賞 5年間㊙VTR傑作選』（19:00 - 20:54）編成に伴い、通常は日曜19:00放送の『キテレツ大百科』が日曜18:00に繰り上がったため休止。
- 1988年7月17日は『FNSスーパースペシャル 1億人のテレビ夢列島'88』（前日21:00 - 20:54）のため休止。

## 公式グッズ
- オープニング・エンディングテーマのレコード・8センチCD
  - オープニング1、エンディング1はポニーキャニオンから発売[注 9]。現在は廃盤となっている。エンディング『Hold Me!』の方が表題曲。
  - オープニング2、エンディング2はCBS・ソニーレコード（現・ソニー・ミュージックエンタテインメント）から発売されたが、現在は廃盤となっている。

- 『のらくろクン 音楽編』
  - オリジナルのサウンドトラックCDで、1987年11月21日にポニーキャニオンから発売された。どの曲も秀逸な完成度で評判が高いが、現在は廃盤になっているためプレミアが付いている[要出典]。なお「サスペンス・タッチ?」の曲は『開運!なんでも鑑定団』（テレビ東京）で「鑑定中」のBGMとして使用されている。

- 『のらくろクン』時計シリーズ
  - リズム時計工業から発売されたが、アニメの放送終了と同時に発売休止となっている。

- 『のらくろクン』ビデオシリーズ
  - テレビアニメ放送時に、傑作選として発売されたが、現在は廃盤。発売元はエスピーオー。

- 『のらくろクン』DVDシリーズ
  - 2005年に発売元：ic-fコンテンツ事業部（現・オーベン）　販売元：デジソニックからDVD-BOX式で発売された。

- 『のらくろロック』（製造・販売元 / 株式会社 タカラ〈現・タカラトミー〉） 
  - 音楽に合わせて踊る。

- ショウワのぬりえ『のらくろクン』（製造・販売元 / ショウワノート株式会社）
  - B5サイズ・ページ数は32。

## 放送局
※放送日時は1988年10月終了時点、放送系列は放送当時のものとする。
| 放送地域       | 放送局         | 放送日時           | 放送系列                      | 備考                                      |
| -------------- | -------------- | ------------------ | ----------------------------- | ----------------------------------------- |
| 関東広域圏     | フジテレビ     | 日曜 18:00 - 18:30 | フジテレビ系列                | 制作局                                    |
| 北海道         | 北海道文化放送 | 日曜 18:00 - 18:30 | フジテレビ系列                |                                           |
| 宮城県         | 仙台放送       | 日曜 18:00 - 18:30 | フジテレビ系列                |                                           |
| 秋田県         | 秋田テレビ     | 日曜 18:00 - 18:30 | フジテレビ系列                |                                           |
| 山形県         | 山形テレビ     | 日曜 18:00 - 18:30 | フジテレビ系列                |                                           |
| 福島県         | 福島テレビ     | 日曜 18:00 - 18:30 | フジテレビ系列                |                                           |
| 新潟県         | 新潟総合テレビ | 日曜 18:00 - 18:30 | フジテレビ系列                | 現・NST新潟総合テレビ。                   |
| 長野県         | 長野放送       | 日曜 18:00 - 18:30 | フジテレビ系列                |                                           |
| 静岡県         | テレビ静岡     | 日曜 18:00 - 18:30 | フジテレビ系列                |                                           |
| 富山県         | 富山テレビ     | 日曜 18:00 - 18:30 | フジテレビ系列                |                                           |
| 石川県         | 石川テレビ     | 日曜 18:00 - 18:30 | フジテレビ系列                |                                           |
| 福井県         | 福井テレビ     | 日曜 18:00 - 18:30 | フジテレビ系列                |                                           |
| 中京広域圏     | 東海テレビ     | 日曜 18:00 - 18:30 | フジテレビ系列                |                                           |
| 近畿広域圏     | 関西テレビ     | 日曜 18:00 - 18:30 | フジテレビ系列                |                                           |
| 島根県・鳥取県 | 山陰中央テレビ | 日曜 18:00 - 18:30 | フジテレビ系列                |                                           |
| 岡山県・香川県 | 岡山放送       | 日曜 18:00 - 18:30 | フジテレビ系列                |                                           |
| 広島県         | テレビ新広島   | 日曜 18:00 - 18:30 | フジテレビ系列                |                                           |
| 愛媛県         | 愛媛放送       | 日曜 18:00 - 18:30 | フジテレビ系列                | 現・テレビ愛媛。                          |
| 福岡県         | テレビ西日本   | 日曜 18:00 - 18:30 | フジテレビ系列                |                                           |
| 佐賀県         | サガテレビ     | 日曜 18:00 - 18:30 | フジテレビ系列                |                                           |
| 熊本県         | テレビ熊本     | 日曜 18:00 - 18:30 | フジテレビ系列 テレビ朝日系列 |                                           |
| 沖縄県         | 沖縄テレビ     | 日曜 18:00 - 18:30 | フジテレビ系列                |                                           |
| 青森県         | 青森放送       | 木曜 17:00 - 17:30 | 日本テレビ系列 テレビ朝日系列 |                                           |
| 山梨県         | 山梨放送       | 火曜 16:00 - 16:30 | 日本テレビ系列                | 1988年9月までは火曜 17:00 - 17:30に放映。 |
| 山口県         | テレビ山口     | 月曜 17:00 - 17:30 | TBS系列                       |                                           |

## 漫画版
『コミックボンボン』（講談社）1987年10月号 - 1988年8月号にて連載された（作画・かぶと虫太郎）。

## その他
- 鈴木義瀧は「第二次世界大戦戦前のキャラクターが現代に現れて、極普通のサラリーマン一家の生活に入ってくる」という構図に『うる星やつら』との共通項を見出し、『うる星やつら』にてローテーションの作画監督として参加していた森山雄治をキャラクターデザインに指名で起用した[2]。
- 木村京太郎は本作の制作に至って、原作からはキャラクターだけを踏襲し、「原作の主人公であるくろ吉と上官ブルの世代が、本作の世代を代表する主人公であるのらくろクンの世界に首を突っ込むことで起こる事件を縦筋にする」「ドラえもんのような、異世界から人間の子供たちの日常に入り込んでくるキャラクターを走らせることで起こるギャグ」をテーマにした[3]。
- 原作者の田河は存命中であった[注 10]。
- テレビ雑誌の中には、「のらくろワン」と誤植した誌もあった。
- 当番組開始時、サンテレビがフジテレビの旧作『のらくろ』を購入して放送を開始した。
- 前作『あんみつ姫』のあんみつ姫が、第30話で源内・ジュリーと共に通行人役でカメオ出演、また第36話では夜店で売られているお面の一つとして登場している。
- 同じスタジオぴえろ制作『おそ松くん』の第15話「命の恩は高くつくザンス」で、のらくろクンがカメオ出演している。なお本番組の劇伴として本間勇輔が作曲した楽曲「サスペンス・タッチ」は同作でも使われたほか、同曲は『開運!なんでも鑑定団』（テレビ東京）で鑑定士が依頼品を鑑定する際のBGMとして流用されていおり、今や『のらくろくん』の劇伴ではなく、鑑定団の音楽として認知度の方が高い[要出典]。